# Ishfaq Ahmed
Ishfaq Ahmed (Srinagar, 17 marzo 1983) è un allenatore di calcio ed ex calciatore indiano, di ruolo attaccante. Allenatore del Real Kashmir e dell'India U-17.

## Carriera

### Giocatore

#### Club
Ha giocato nella prima divisione indiana.

#### Nazionale
Nel 2012 ha segnato un gol in 2 presenze nella nazionale indiana.

### Allenatore
Nel 2015-2016, diventa vice degli allenatori Terry Phelan (tecnico dei Kerala Blasters nel 2015) e Steve Coppell (tecnico della stessa squadra nel 2016). Dal 2016 prende posto nella panchina degli Rahim Greens, tornando poi nello stesso anno e nel successivo a essere vice  di nuovo dei Kerala Blasters.
Dal 2017 è vice allenatore di Steve Coppell, allenatore dello Jamshedpur Football Club, appositamente creata per partecipare all'Indian Super League 2017.

## Statistiche

### Carriera da allenatore
| Stagione        | Squadra         | Campionato      | Piazzamento     | Andamento | Andamento | Andamento | Andamento | Andamento  |
| Stagione        | Squadra         | Campionato      | Piazzamento     | Giocate   | Vittorie  | Pareggi   | Sconfitte | % vittorie |
| --------------- | --------------- | --------------- | --------------- | --------- | --------- | --------- | --------- | ---------- |
| 2021            | Kerala Blasters | ISL             | 10              | 2         | 0         | 2         | 0         | &0,00      |
| 2023            | Real Kashmir    | IL              | -               | 3         | 2         | 0         | 1         | 66,67      |
| Totale carriera | Totale carriera | Totale carriera | Totale carriera | 5         | 2         | 2         | 1         | 40,00      |

## Palmarès

### Giocatore

#### Club
- I-League: 2

Dempo: 2005, 2007
- Coppa della Federazione indiana: 4

Dempo: 2004
Mohun Bagan: 2008
Salgaocar: 2011
East Bengal: 2012
- Indian Super Cup: 2

Mohun Bagan: 2007, 2009
- Durand Cup: 1

Dempo: 2006
- IFA Shield: 1

East Bengal: 2012